# Atop
atop — продвинутый интерактивный полноэкранный монитор производительности, написанный для Linux. 
Является аналогом top, но в отличие от него выводит только новые изменения об активных системных процессах. Позволяет контролировать загрузку ЦПУ, ОЗУ, HDD, компьютерной сети, а также распределение нагрузок по обрабатываемым процессам. Является удобным инструментом для администрирования системы.
Важной особенностью является возможность сохранения данных в файл собственного двоичного формата. В debian-подобных операционных системах, процесс atop запускается сразу после установки и постоянно записывает информацию в /var/log/atop.log.

## Примеры использования
Запустить atop в интерактивном режиме:
```
atop

```

Каждые десять секунд записывать информацию в файл, всего 60 раз:
```
atop
 
-w
 
/tmp/atop.raw
 
10
 
60

```

Прочитать содержимое файла в интерактивном режиме:
```
atop
 
-r
 
/tmp/atop.raw

```